# Charlies änglar
Charlies änglar (Charlie's Angels), är en amerikansk TV-serie (1976–1981) om tre kvinnliga privatdetektiver, spelade först av Jaclyn Smith, Kate Jackson och Farrah Fawcett-Majors, där sedan Cheryl Ladd, i rollen som Fawcetts syster ersätter henne efter ett år, och där Shelley Hack sedan ersätter Jackson. Slutligen kom även Tanya Roberts in i serien. Rollen som Bosley spelas av David Doyle. Änglarnas uppdragsgivare Charlie, som bara är med som röst, spelas av John Forsythe.
Serien såldes, trots sina okomplicerade och överromantiserade manus, till många länder, och går fortfarande i repris. Sommaren 2004 gick serien nattetid på TV3. En förklaring till seriens framgång kan ha varit just det faktum att tre mycket attraktiva kvinnor spelade huvudrollerna i en TV-genre som tidigare dominerats av karaktärer som Cannon och Columbo. Ett annat karakteristikum för Charlie's Angels var att handlingen ofta bestod av att "Änglarna" infiltrerade mindre brottssyndikat, företag med korrupt ledning eller skurkars kärleksliv.
2000 och 2003 kom två framgångsrika (om än inte kritikerrosade) långfilmer baserade på serien med Drew Barrymore, Cameron Diaz och Lucy Liu som de tre änglarna. I den andra filmen medverkade Jaclyn Smith i en cameoroll. Därefter gjordes en ny version av serien 2011 och en ytterligare film 2019.

## Rollista (i urval)
| Kate Jackson   | – Sabrina Duncan (säsong 1–3)        |
| Farrah Fawcett | – Jill Munroe (säsong 1 + 6 avsnitt) |
| Jaclyn Smith   | – Kelly Garrett                      |
| Cheryl Ladd    | – Kris Munroe (säsong 2–5)           |
| Shelley Hack   | – Tiffany Welles (säsong 4)          |
| Tanya Roberts  | – Julie Rogers (säsong 5)            |
| David Doyle    | – John Bosley                        |
| John Forsythe  | – Charlie Townsend (röst)            |

## Filmerna
- 2000 – Charlies änglar
- 2003 – Charlies änglar – Utan hämningar
- 2019 – Charlie's Angels